# Lac Mummel
Le lac Mummel, ou Mummelsee en allemand, est un lac d’altitude, d'origine glaciaire, situé en Forêt-Noire. Sa superficie est de 3,7 ha, sa profondeur atteint 17 mètres et sa surface se situe à 1 036 mètres d'altitude. Le lac se trouve sur le territoire de la commune de Seebach. Il est également à proximité d’Achern, dans le nord de la Forêt-Noire.
En raison de son emplacement au bord de la Schwarzwaldhochstrasse (Haute Route de la Forêt Noire), ce lac fait partie des plus visités du Land de Bade-Wurtemberg.
Selon des légendes populaires locales, le lac est habité par une ondine et le Roi du Mummelsee (Lac Mummel).
À partir de 1999, des artistes allemands, suisses et français ont conçu un parcours artistique au bord du lac, le Kunstpfad am Mummelsee. Les œuvres d'art ont été créées autour des thèmes de la symbiose de la nature et de l'art, et de celui les mythes du Mummelsee.

## Galerie

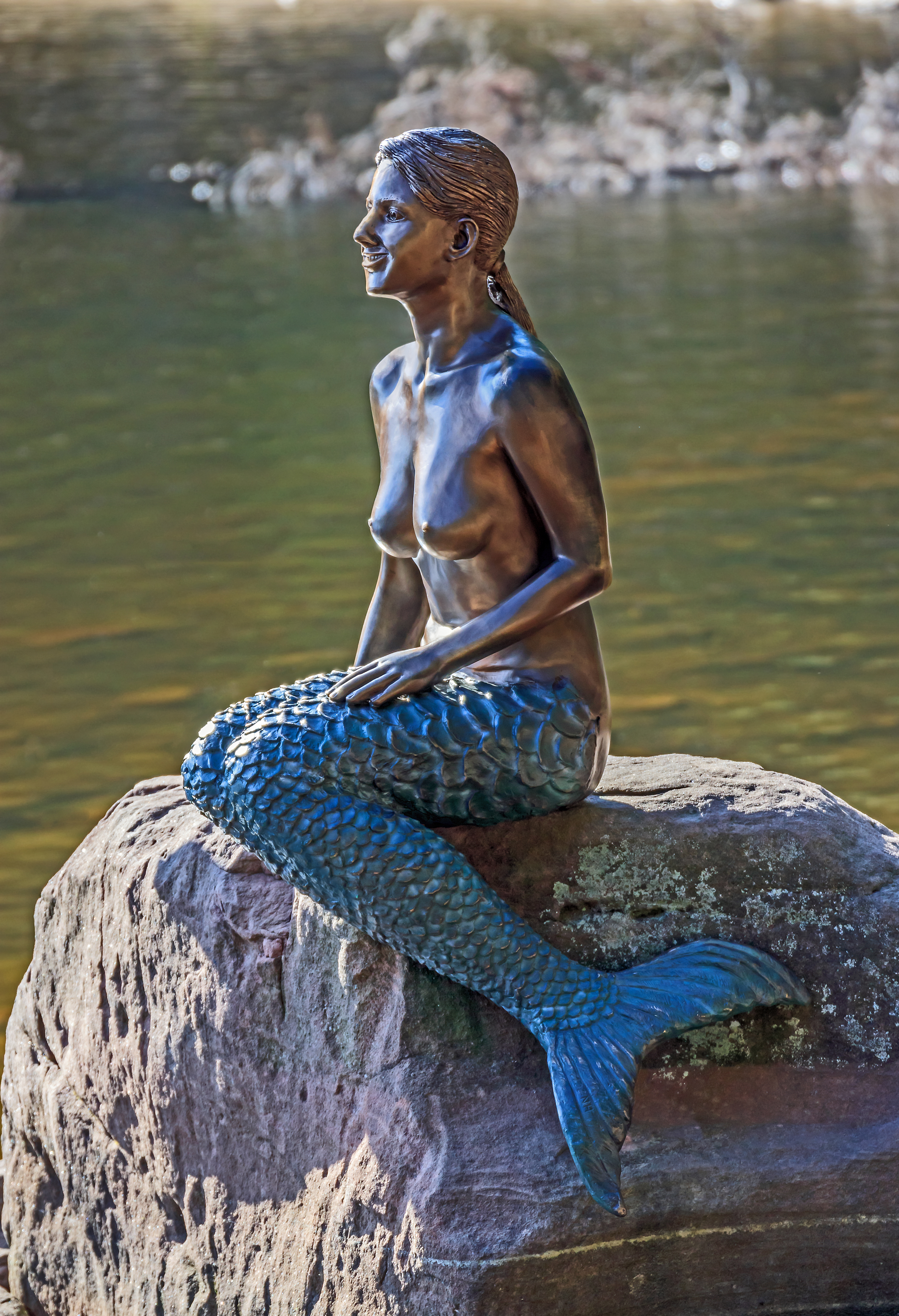
La Sirène du Mummelsee sur le lac Mummel.
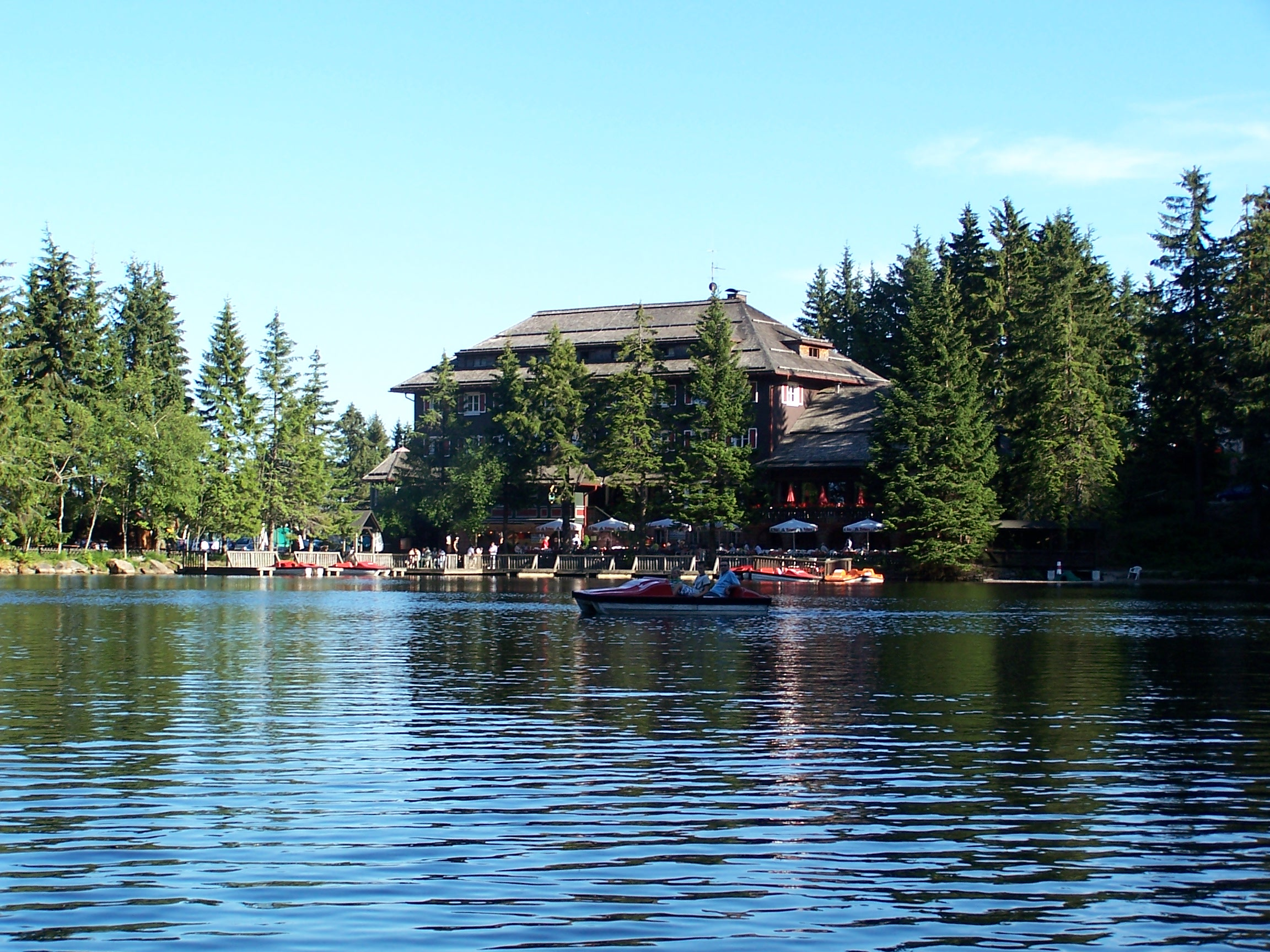
L'hôtel du lac (avant l'incendie). Photo : Agadez.
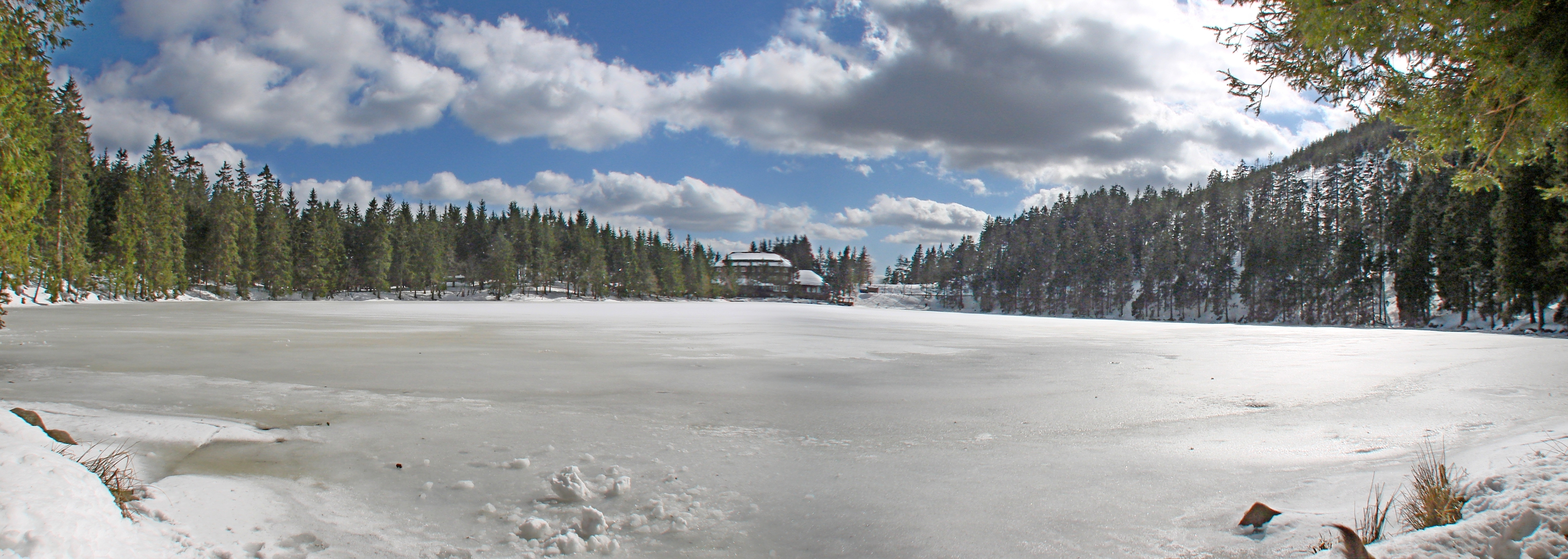
Le Mummelsee en hiver. Photo : Gerhard Alberts.
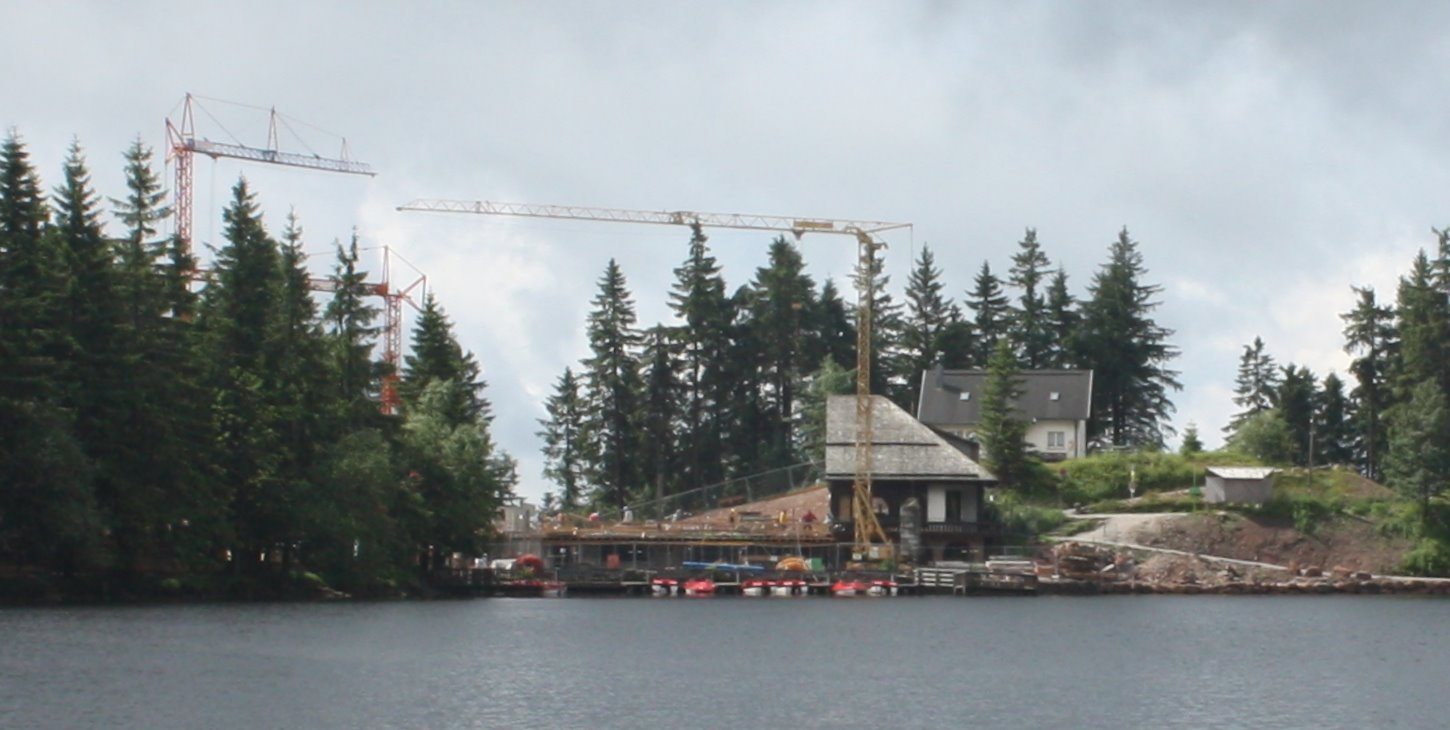
Construction du nouvel hôtel en juillet 2009. Photo : Hansbaer.